# 할로메테인

메탄 분자의 3D 공간 채움 모형.

할로메탄 또는 할로메테인(halomethane)은 메탄(CH4)에서 몇 개의 수소 원자가 할로겐으로 치환한 화합물이다. 이것들은 통상 공유결합성으로, 안정적이다. 3개의 수소 원자가 할로겐 원자로 치환한 화합물은 트리할로메탄으로 불린다.

## 구조와 성질
메탄과 마찬가지로, 할로메탄 또한 사면체 구조의 분자이다. 그러나 할로겐 원자들은 수소나 서로 간의 크기 및 전하에서 큰 차이를 보인다. 그 결과, 대부분의 할로메탄은 메탄의 완전한 사면체 대칭 구조에서 벗어나 있다.[1]
할로메탄의 물리적 성질은 화합물 내에 포함된 할로겐 원자의 종류와 수에 따라 달라진다. 일반적으로 할로메탄은 휘발성이 있으나, 할로겐의 분극성으로 인해 메탄보다는 휘발성이 낮다. 할로겐의 높은 분극성과 분자의 극성은 이들 화합물을 유용한 용매로 만든다. 또한, 할로메탄은 메탄에 비해 가연성이 훨씬 낮다. 일반적으로 이들 화합물의 반응성은 아이오딘화물이 가장 크고, 플루오린화물이 가장 낮다.

## 생산

### 산업적 생산
다음의 3가지 방법 중 하나를 통해 생산이 가능하다.
- 메테인의 유리기 염소화:

CH4 + Cl2 (+ UV) → CH3Cl + HCl
- 메탄올의 할로겐화.

CH3OH + HCl → CH3Cl + H2O
4 CH3OH + 3 Br2 + S → 4 CH3Br + H2SO4 + 2 HBr
3 CH3OH + 3 I2 + P → 3 CH3I + HPO(OH)2 + 3 HI
- 할로겐 교환.

CH3Cl + HF → CH3F + HCl
CH2Cl2 + HF → CH2FCl + HCl
CH2Cl2 + 2 HF → CH2F2 + 2 HCl
CH2Cl2 + F2 → CH2F2 + Cl2
HCCl3 + HF → HCFCl2 + HCl
HCCl3 + 2 HF → HCF2Cl + 2 HCl
HCCl3 + F2 → HCF2Cl + Cl2
HCCl3 + 3 HF → HCF3 + 3 HCl
HCCl3 + F2 + HF → HCF3 + Cl2 + HCl
CCl4 + HF → CFCl3 + HCl
CCl4 + 2 HF → CF2Cl2 + 2 HCl
CCl4 + F2 → CF2Cl2 + Cl2
CCl4 + 3 HF → CF3Cl + 3 HCl
CCl4 + F2 + HF → CF3Cl + Cl2 + HCl
CCl4 + 4 HF → CF4 + 4 HCl
CCl4 + F2 + 2 HF → CF4 + Cl2 + 2 HCl
CCl4 + 2 F2 → CF4 + 2 Cl2
- 메테인과 하이포아염소산과의 반응 (물 생성)

CH4 + ClOH → CH3Cl + H2O
- 메탄올과 차아염소산과의 반응(과산화 수소 생성)

CH3OH + ClOH → CH3Cl + H2O2

### 자연적 생산
CH4 + Cl− + 1/2 O2 → CH3Cl + OH−

## 화합물의 종류
할론은 일반적으로 수소 원자가 브롬을 비롯한 다른 할로겐 원자로 치환된 탄화수소로 정의된다.[4] 할론은 프레온과 유사하나 더 간단한 체계의 코드 번호로 명명된다. 첫 번째 숫자는 분자 내 탄소 원자 수를 나타내며, 두 번째 숫자는 플루오린 원자 수, 세 번째는 염소 원자 수, 네 번째는 브롬 원자 수를 의미한다. 만약 다섯 번째 숫자가 포함될 경우, 이는 아이오딘 원자 수를 나타내는데, 할론 내 아이오딘 원자는 매우 드물다. 할로겐 원자가 차지하지 않은 결합은 수소 원자에 할당된다.
예를 들어, 할론 1211을 살펴보면, 명칭의 숫자 1211은 이 분자가 1개의 탄소 원자, 2개의 플루오린 원자, 1개의 염소 원자, 1개의 브롬 원자를 가지고 있음을 의미한다. 탄소 원자는 단일 결합을 네 개까지 형성할 수 있는데, 이 모두가 할로겐 원자에 의해 채워져 있으므로 수소는 없다. 따라서 이 화합물의 분자식은 CF₂ClBr이며, IUPAC 명칭은 브로모클로로디플루오로메탄이다.

### ANSI/ASHRAE 표준 34-1992
냉매 명명 체계는 주로 냉매로 사용되는 플루오르화 및 클로로화된 단쇄 알케인에 적용된다. 미국에서는 이 기준이 ANSI/ASHRAE 표준 34-1992에 명시되어 있으며, 매년 추가 보충 자료가 발행된다.
지정된 ANSI/ASHRAE 접두어는 FC(플루오르카본) 또는 R(냉매)이었으나, 현재는 보다 구체적인 분류를 나타내는 접두어가 주로 사용된다:
- CFC — 클로로플루오르카본 목록
- HCFC — 하이드로클로로플루오르카본 목록
- HFC — 하이드로플루오르카본 목록
- FC — 플루오르카본 목록
- PFC — 퍼플루오르카본 목록 (완전 플루오르화 화합물)

CFC-01234a 명명 해석 체계는 다음과 같다:
- 0 = 이중 결합 수 (0일 경우 생략)
- 1 = 탄소 원자 수에서 1을 뺀 값 (0일 경우 생략)
- 2 = 수소 원자 수에 1을 더한 값
- 3 = 플루오린 원자 수
- 4 = 브롬으로 치환된 수 (이 경우 "B" 접두어가 추가됨)
- a = 이성질체 구분을 위한 문자, 해당 숫자의 ‘정상’ 이성질체는 각 탄소에서 질량 차이가 가장 작은 형태이며, 질량 차이가 벌어짐에 따라 a, b, c 등의 문자가 추가된다.

이 외에도 다양한 명명 체계가 사용되고 있다.

### 하이드로플루오르 화합물 (HFC)
하이드로플루오르화합물(HFCs)은 염소를 포함하지 않으며, 탄소, 수소, 플루오린으로만 이루어져 있다. 이들은 오존층에 알려진 영향을 미치지 않는데, 이는 플루오린 자체가 오존에 독성을 갖지 않기 때문이다.
그러나 HFC와 퍼플루오르화합물(PFC)은 온실가스로서 지구 온난화를 유발한다. 할로알케인의 두 그룹인 하이드로플루오르화합물(HFCs)과 퍼플루오르화합물은 교토 의정서의 규제 대상이다.[8] 비정부 환경 감시기구인 환경조사국의 회장 앨런 손튼은 HFC가 이산화탄소보다 최대 12,500배 강력한 지구 온난화 잠재력을 지닌다고 밝힌 바 있다.
HFC의 높은 온난화 잠재력은 두 가지 원인에서 비롯된다. 첫째, HFC가 대기 중에 오랜 기간 잔존하며, 둘째, 이산화탄소보다 더 많은 화학 결합을 가지고 있어 분자당 태양 에너지를 더 많이 흡수할 수 있기 때문이다. 선진국들은 이러한 가스 배출을 강력히 규제하고 있다. 손튼에 따르면, 많은 국가들이 탄소 배출권을 얻기 위해 불필요하게 이들 화학물질을 생산하고 있다.
그 결과, 교토 의정서에 따른 탄소 거래 규칙으로 인해 개발도상국이 획득하는 배출권의 거의 절반이 HFC에서 나오고 있으며, 중국은 산업 부산물로 대기 중에 배출될 HFC를 포집 및 파괴하여 수십억 달러의 수익을 올리고 있다.

### 주요 할로메탄 개요
하나의 탄소 원자에 결합하는 수소, 플루오린, 염소, 브롬, 아이오딘의 대부분의 조합은 실험적으로 평가된 바 있다.
| 체계적 명칭                    | 일반명 / 관용명 | 코드        | 용도                                                                               | 화학식   |
| ------------------------------ | --- | ----------- | ---------------------------------------------------------------------------------- | -------- |
| 사염화탄소                     | 탄소 사염화물, 프레온 10 (프레온은 주로 냉매로 사용되는 클로로플루오르카본의 상표명이다. 이 상표명 아래 주요 화학물질은 디클로로디플루오로메탄이며, '프레온'은 듀폰(DuPont)의 등록상표이다.) | CFC-10      | 과거 소화기용                                                                      | CCl 4    |
| 탄소 사브롬화물                | 탄소 사브롬화물 |             |                                                                                    | CBr 4    |
| 사아이오딘화탄소               | 탄소 사아이오딘화물 |             |                                                                                    | CI 4     |
| 탄소 사플루오르화물, 프레온 14 | PFC-14 (형식적으로는 CFC-14, HF-14도 사용되나 올바르지 않음) |             | CF 4                                                                               |          |
| 염화메탄                       | 메틸 클로라이드 |             | 메틸화제 (예: 메틸 트리클로로실란 제조)                                            | CH 3Cl   |
| 디클로로메탄                   | 메틸렌 클로라이드 |             | 용매                                                                               | CH 2Cl 2 |
| 트리클로로메탄                 | 클로로포름 |             | 용매                                                                               | CHCl 3   |
| 트리클로로플루오로메탄         | 프레온-11, R-11 | CFC-11      |                                                                                    | CCl 3F   |
| 디클로로디플루오로메탄         | 프레온-12, R-12 | CFC-12      |                                                                                    | CCl 2F 2 |
| 염화트리플루오로메탄           | | CFC-13      |                                                                                    | CClF 3   |
| 염화디플루오로메탄             | R-22 | HCFC-22     |                                                                                    | CHClF 2  |
| 트리플루오로메탄               | 플루오로포름 | HFC-23      | 반도체 산업, 냉매                                                                  | CHF 3    |
| 염화플루오로메탄               | 프레온 31 |             | 냉매 (단계적 퇴출 중)                                                              | CH 2ClF  |
| 디플루오로메탄                 | | HFC-32      | 오존 파괴 잠재력이 없는 냉매                                                       | CH 2F 2  |
| 플루오르메탄                   | 메틸 플루오라이드 | HFC-41      | 반도체 제조                                                                        | CH 3F    |
| 브롬메탄                       | 메틸 브로마이드 |             | 토양 살균제 및 훈증제, 현재 단계적 퇴출 중. 오존층 파괴가 심하고 독성이 매우 강함. | CH 3Br   |
| 디브롬메탄                     | 메틸렌 브로마이드 |             | 용매 및 화학 중간체                                                                | CH 2Br 2 |
| 트리브롬메탄                   | 브로모포름 |             | 중금속 분리용                                                                      | CHBr 3   |
| 브로모클로로메탄               | | Halon 1011  | 과거 소화기용                                                                      | CH 2BrCl |
| 브로모클로로디플루오로메탄     | BCF, 할론 1211, BCF 또는 프레온 12B1 | Halon 1211  |                                                                                    | CBrClF 2 |
| 브로모트리플루오로메탄         | BTM, 할론 1301, BTM 또는 프레온 13BI | Halon 1301  |                                                                                    | CBrF 3   |
| 트리플루오로아이오도메탄       | 트리플루오로메틸 아이오다이드 | 프레온 13T1 | 유기합성                                                                           | CF 3I    |
| 아이오도메탄                   | 메틸 아이오다이드 |             | 유기합성                                                                           | CH 3I    |

## 같이 보기
- 할로알케인